# Onsta (Adelsgeschlecht)
Die Familie  Onsta (auch Onseda, Onsitha oder Onsatha) war eine bedeutende niederländische Landadelfamilie in den Ommelande, der Region um Groningen. 
Sie waren sehr einflussreich im 14. Jahrhundert bis in das 17. Jahrhundert und hatten viele Güter und Ländereien in der Provinz Groningen. Ihre Residenz war nahe dem Dorf Sauwerd, wo sie ein befestigtes Steinhaus, die Onstaborg, besaßen. Im Groninger Raum gab es einige dieser Borg genannten befestigten Steinhäuser begüteter Geschlechter. Nachdem dieses Haus zweimal von der Stadt Groningen zerstört worden war, wurde ab 1540 ein Neubau, Nieuw Ontsa, bei Wetsinge, nahe Sauwerd, zur neuen Residenz unter gleichem Namen.

## Geschichte
Die erste Erwähnung eines Onsta findet sich im sogenannten Nobilarium des Groninger Drosten Wilhelm Coenders van Helpen aus dem Jahr 1660. Dort wird der Tod eines Meinoldus Onsta 1248 in der Belagerung von Aachen beschrieben, hierzu siehe auch Wilhelm von Holland. Ob er aber mit Sauwerd in Verbindung stand findet sich dort aber nicht. Im Jahr 1325 und 1326 findet sich ein Folcmar oder Folckermarus Onsatha oder Onstitha als Verteidiger des Hunsingo. 1364 wird ebenfalls ein Folcmari Onsatha als Häuptling (ndl. hoofdeling) von Sauwerd erwähnt.
Danach folgen aus den Jahren 1371, 1384 und 1386 Erwähnungen eines Onno Onsta Ferhildema zu Sauwerd. Dieser war vermutlich ein Sohn des erstgenannten Folcmar.
Onno ehelichte Yde (Ferhilderma?) und hatte mit ihr sieben Söhne (Abele, Eijlko, Menolt, Johan, Folcmer, Edseke und Abeke) sowie eine Tochter namens Everdeh (Evert).
Onno stirbt 1398. Im gleichen Jahr kommt in verschiedenen Urkunden der Name seines zweiten Sohnes Aylko vor, welcher den Nachnamen Onstra Ferhildema trug. Es handelt sich sehr wahrscheinlich um dieselbe Person, die als Aylko Onsta im Jahr 1405 und 1420 in Urkunden Erwähnung findet. Es ist die Rede davon, dass es zwischen beiden Familien Onst(r)a und Ferhildema eine eheliche Verbindung gab. Denn im 14. Jahrhundert kommt auch eine Eduarda Verhilde vor, die im oder um das Jahr 1295 mit dem erstgenannten Folcmar verheiratet gewesen sein soll und somit auch die Mutter von Onno Onsta und von Bawe Bouwe Eduarda Onsta war. Bawe Bouwe Eduarda heiratete später Ewo Tammena von Jemgum, der Stammvater des Geschlechts Jemgum. Andere Quellen vermuten weitergehend, dass Yde, die Ehefrau von Onno, Ferhilderma mit Nachnamen hieß. Es ist nicht bekannt, ob die Familie Onsta trotz ihrer Verbindung zu der Burg Verhildersum bei Leens auch dort gewohnt haben. Gleichwohl besaßen sie viele Ländereien darum.
Urkunden aus dem Jahr 1398 mit Bezug auf Aylko zeugen davon, das er und Reyner Eysinga von Zandeweer Ländereien des Hunsingo an Herzog Albrecht von Bayern, Graf von Holland, übertragen haben und dann von ihm als Lehnsherren eingesetzt wurden. Der Vertrag wurde auf der Onstaborg geschlossen.
Die Onstas gehörten zur Partei der Vetkoper (Fettkäufer), eine aus wohlhabenden Viehhändlern hervorgegangene Gruppierung, welche 200 Jahre lang im Großen Friesischen Krieg (1413–1422) um Macht und Einfluss gegen die Schieringer kämpfte. Als bedeutendste Vetkopergruppe in den Ommelanden schlugen sie sich auf die Seite der „Geallieerden“ (Alliierten) jenes Krieges. 
Auf der anderen Seite standen die Schieringer. Sie hatten die Stadt Groningen als Bundesgenossen. Die Stadt sah die friesischen Gaue Hunsingo und Fivelingo als ihr Hinterland an und wünschte keine Einmischung von außen. Nachdem sich die Holländer aus Friesland zurückgezogen haben und Groningen ein Bündnis zusammen mit Schieringern und Johann III. schließen konnte, zogen sie 1400 zusammen zum Schloss (Borg) der Onstas, nahmen es ein und zerstörten es. 15 Jahre später konnten die Vetkopers die Stadt einnehmen und die Onstas begannen ihr Gut wieder aufzubauen.
Abeke lebte wahrscheinlich im Jahr 1445 noch. Es ist aber nicht ganz klar, wie die Nachfolge der Burgführung ablief. Mitte des 15. Jahrhunderts wird Abel Onsta als Burgherr genannt. Er war ein Sohn von Hidde Onsta, dem Sohn des oben genannten Aylko Onsta. Im Jahr 1456 und 1475 unterzeichnete er ein Abkommen mit der Stadt Groningen über Güter der Burg Herathema in Eenrum. Er war genau wie vorherige Onsta ein Gegner der Stadt Groningen und war mit den Burgunden befreundet, welche, nach den Holländern, ebenfalls Einfluss in den friesischen Gebieten suchten. Nach Abels Tod im Jahr 1483 wurden seine Söhne Hiddo und Eylco Häuptlinge auf der Burg.
Nach Eylcos Tod im Jahre 1521 wurden seine Söhne Hidde (gestorben 1543) und Abel (gestorben 1558) als Häuptlinge von Sauwerd erwähnt. Um 1540 ließ Aepke Onsta bei Wetsinge die neue Burg bauen.
Hiddes heiratete Johanna Spaen van Camphuijsen. Es gibt über einen Albert Onsta und der Verbindung zu einer Tochter aus dem niederländischen Adelshaus Tamminga (siehe Hornhuizen) über deren Tochter Eilke eine Verwandtschaft in den deutschen Niederadel der Familie Etzbach aus dem Westerwald.
Eylko, zur Unterscheidung von einem Neffen gleichen Namens auch „der Ältere“ genannt, geriet 1570 mit dem Pfarrer von Bedum, Regnerus Papinck, in Streit um ein Stück Land. In einem Gasthaus dort tötete Eylko den Priester mit seinem Schwert und zwar „so, dass es hinten wieder rausgegangen ist“. Da die Gerichtsbarkeit solche hochgestellten Persönlichkeiten nicht selber aburteilen durfte, überstellte der damalige friesische Statthalter Caspar de Robles den Mörder an das Brüsseler Gericht (niederl.: Rechtbank) von Fernando Álvarez de Toledo. Dieses schickte ihn zurück nach Groningen, wo er 1572 im Osttor Groningens in Haft kam. Eylko hatte viele Schulden, weswegen er große Ländereien rund um die ehemalige Wierde Lutkehuizen im Westen von Winsum veräußern musste. 1573 ließ sich auch seine Frau Elisabeth van der Eze von ihm scheiden. Eylko starb 1575 in Haft an der Pest.
Da er und seine Frau kinderlos waren, wurde die Onstaborg an seine Schwestern Ida und Adda vererbt. Ida, verheiratet mit Roelof van Munster, erhielt bei der Erbteilung die Burg bei Sauwerd und alle dazugehörigen Rechte. Jedoch verkaufte sie das Gut zu einem unbekannten Zeitpunkt an Oede Onsta und ihren Ehemann Caspar van der Wenge. Oede war die Tochter von Aepke Onsta von der Wetsinger Onstaborg. Bei dem nachfolgenden Achtzigjährigen Krieg wurde die Burg von spanischen Truppen im Jahre 1587 zerstört. Der Graf von Ostfriesland, Johann II., schrieb in einem Brief an die Groninger Stadtverwaltung, das Haus wurde von spanischen Soldaten „destruert und nedergelecht, das nur ein geringes ausserhalb ein hoff oder gartte davon ubrigh“. Im Jahre 1682 befand sich das Gebäude immer noch in einem jämmerlichen Zustand.
Die Onstaburg ging unterdessen von Caspar über auf dessen Sohn Boiocko (oder Boyo Ocko) van der Wenge. Er wohnte selber wahrscheinlich auf der Onstaburg in Wetsinge, wo er auch begraben wurde. Sein Name und der Name seiner Frau werden genannt, als in Sauwerd eine Glocke gegossen wurde. Boiocko war Rittmeister im Lager der Generalstaaten. Er fiel 1640 in der Schlacht bei Hulst in der Provinz Zeeland. Seine Erben veräußerten dann beide Burgen. Der letzte Besitzer war Henrik Ruse.
Im Jahre 1800 wurde die Onstaborg „auf Abbruch“ (d. h. zum Abbruch zwecks Wiederverwendung des noch brauchbaren Baumaterials) verkauft. Verblieben sind nur die Gräben, die sie einst umgaben.

## Wappen
In Rot ein goldgezungter, goldbewehrter schwarzer Löwe. Helmzeichen: ein aufsteigender Löwe.